# Chobe (distrito)

Localização do distrito no país

Chobe é um dos dez distritos rurais do Botswana. Sua capital é a cidade de Kasane e possuía uma população estimada de 23 347 habitantes em 2011.